# Norrholmarna
Norrholmarna är en halvö i Åland (Finland). Den ligger i den östra delen av landskapet, 40 km öster om huvudstaden Mariehamn. Norrholmarna har tidigare varit fem mindre skär som genom landhöjningen har växt samman med Sottunga.